# Palais des Tournelles
Il Palais des Tournelles è un edificio storico di Charleville-Mézières, in Francia, nella regione Champagne-Ardenne.
Era la residenza dei governatori di Mezières. Filippo III di Borgogna, duca di Borgogna, costruì il primo palazzo Tournelles nel 1409. Fu ricostruito nel 1566 da Ludovico Gonzaga, conte di Rethel. Re Enrico III fu ospite del palazzo Tournelles nel 1583. Il palazzo è stato in gran parte distrutto da un incendio nel 1697. Una parte dell'edificio fu ricostruita nel 1732.
A partire dall'anno 1753, ospita l'École royale du génie de Mézières.
Attualmente ospita il Consiglio generale delle Ardenne.